# Pyriatyn
Pyriatyn (ukr. Пирятин) – miasto na Ukrainie w obwodzie połtawskim, siedziba władz rejonu pyriatyńskiego. Ośrodek przemysłu spożywczego.

## Historia

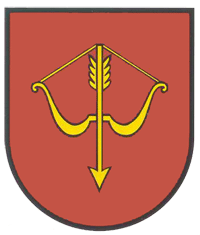
Historyczny herb miasta

Pyriatyn otrzymał w 1592 r. z rąk króla Polski Zygmunta III Wazy magdeburskie prawa miejskie oraz herb. Leżał w granicach województwa kijowskiego prowincji małopolskiej. Utracony przez Polskę na rzecz Rosji w 1667, co w 1686 potwierdził pokój Grzymułtowskiego.
W latach 1922–1991 stanowił część ZSRR.
Podczas okupacji hitlerowskiej, we wrześniu 1941 roku Niemcy utworzyli getto dla żydowskich mieszkańców. Przebywało w nim około 1600 osób. 18 maja 1942 roku Niemcy zlikwidowali getto, a Żydów zamordowali w lesie Pirogovskaia Levada. Sprawcami zbrodni było „Sonderkommando Plath” dowodzone przez SS-Hauptsturmführer Platha oraz ukraińska policja. 

## Galeria

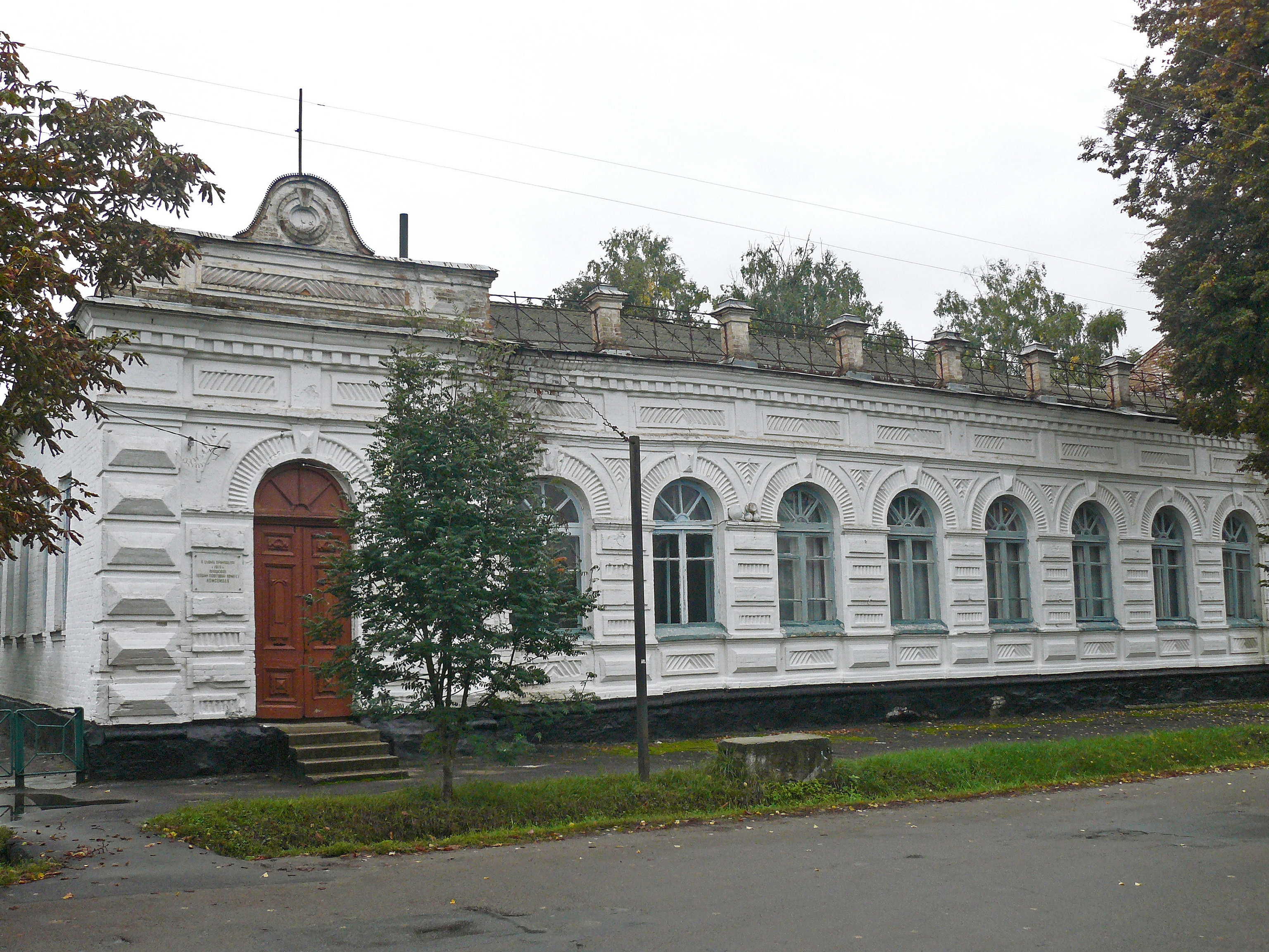
Zabytkowy dom
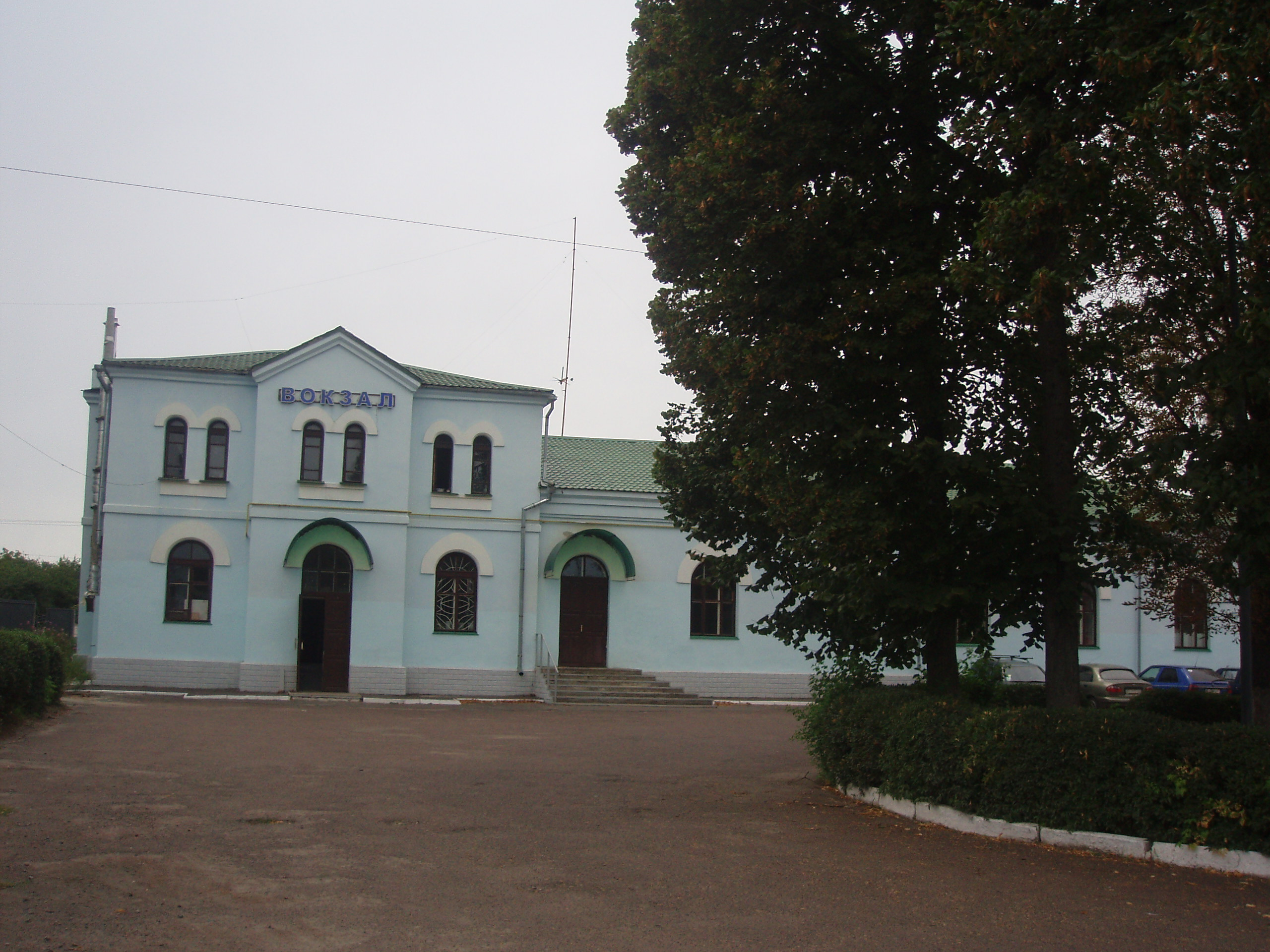
Dworzec kolejowy
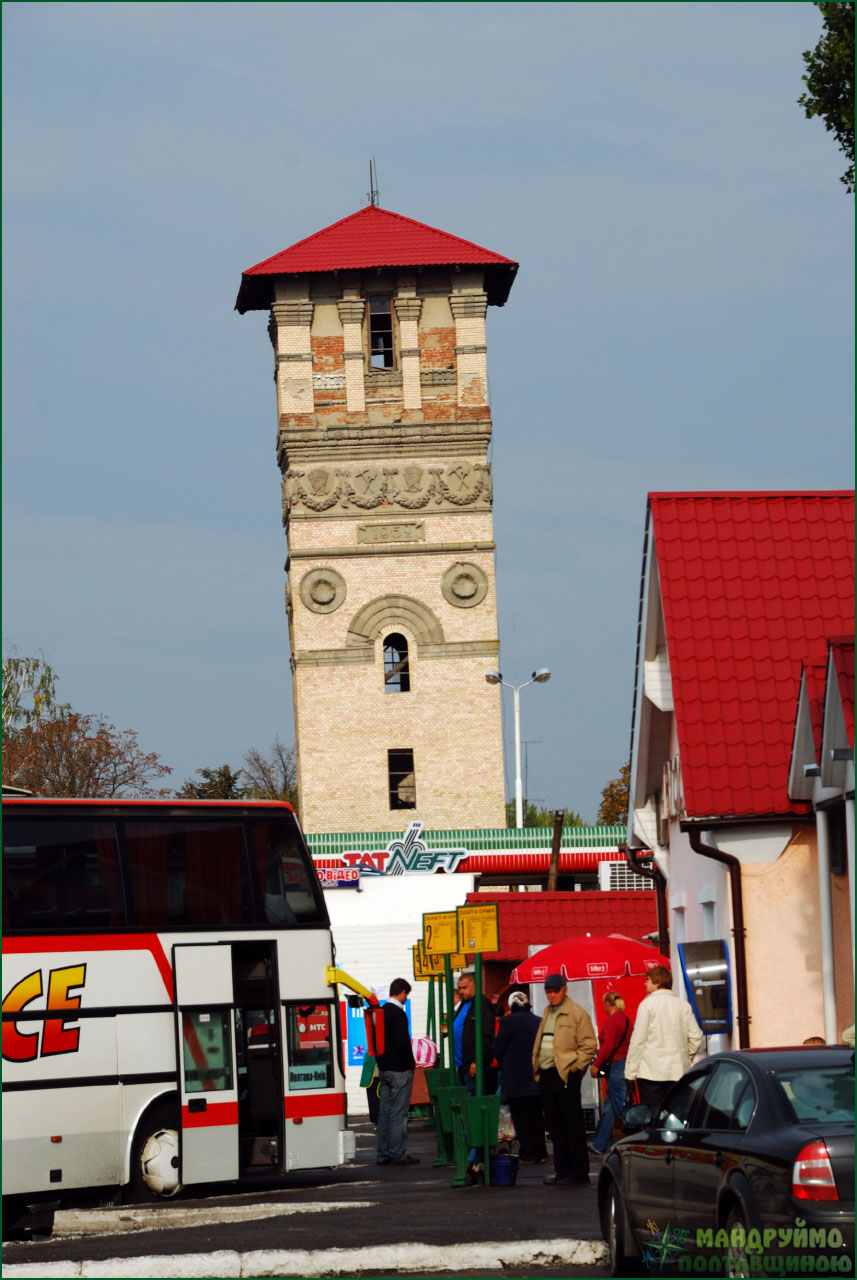
Wieża ciśnień